# Трофимова, Мария Сергеевна
Мария Сергеевна Трофимова (21 января 1996, Пермь) — российская футболистка, полузащитница.

## Биография
Начала заниматься футболом в 8 лет, а в 11-летнем возрасте попала в школу клуба «Звезда-2005» (Пермь). В основном составе команды дебютировала 23 августа 2012 года в матче высшей лиги против «Россиянки», заменив на 44-й минуте Татьяну Тарханову. Всего в сезоне 2012/13 провела 3 матча в высшей лиге, во всех выходила на замены. Её команда в том сезоне стала обладателем Кубка России.
Выступала за юниорскую (до 17 лет) сборную России.
В дальнейшем играла в чемпионате Пермского края за клубы «Спарта» (Пермь) и «Звезда-2005-2». В мини-футболе на региональном уровне участвовала в составе клубов «Спарта», «Надежда», «ДЮСШ Вихрь», «Академия».
Принимала участие в играх высшей лиги России по мини-футболу за команду «Надежда» (Кукуштан) — 12 матчей и 3 гола в 2017 году. В составе команды «Пермский край» участвовала в матчах Кубка России по мини-футболу.
Работала в Перми частным тренером по футболу.